# Andrena niveobarbata
Andrena niveobarbata là một loài Hymenoptera trong họ Andrenidae. Loài này được Nurse mô tả khoa học năm 1904.